# Rai Radio 3
Pour les articles homonymes, voir Radio 3.
Rai Radio 3, plus couramment dénommée Radio 3, est la troisième station de radio généraliste nationale publique italienne. Elle fait partie du groupe audiovisuel de la Rai.

## Émissions

### Émissions actuelles
- Fahrenheit (it), émission littéraire animée depuis 1999 par Marino Sinibaldi.